# Giro di Lombardia 2007
101. edycja Giro di Lombardia odbyła się 20 października 2007 roku. Trasa wyścigu liczyła 242 km i przebiegała wokół jeziora Como we Włoszech. Wyścig ukończyło 104 kolarzy, a zwycięzcą okazał się Włoch, Damiano Cunego.

## Wyniki
| M-ce | Imię i nazwisko   | Kraj              | Drużyna                   | Czas                      |
| ---- | ----------------- | ----------------- | ------------------------- | ------------------------- |
| 1.   | Damiano Cunego    | Włochy            | Lampre-Fondital           | 5h 52min 48s (41,16 km/h) |
| 2.   | Riccardo Riccò    | Włochy            | Saunier Duval-Prodir      | ten sam czas              |
| 3.   | Samuel Sanchez    | Hiszpania         | Euskaltel-Euskadi         | + 0.10                    |
| 4.   | Andy Schleck      | Luksemburg        | Team CSC                  | ten sam czas              |
| 5.   | Davide Rebellin   | Włochy            | Gerolsteiner              | ten sam czas              |
| 6.   | Cadel Evans       | Australia         | Predictor-Lotto           | ten sam czas              |
| 7.   | Luca Mazzanti     | Włochy            | Ceramica Panaria-Navigare | ten sam czas              |
| 8.   | Thomas Dekker     | Holandia          | Rabobank                  | ten sam czas              |
| 9.   | Giovanni Visconti | Włochy            | Quick Step-Innergetic     | + 0.16                    |
| 10.  | Chris Horner      | Stany Zjednoczone | Predictor-Lotto           | ten sam czas              |
| ...  | ...               | ...               | ...                       | ...                       |
| 17.  | Sylwester Szmyd   | Polska            | Lampre-Fondital           | + 1.12                    |